# Alendān
Alendān (persiska: عَلَمدان, الندان) är en ort i Iran.   Den ligger i provinsen Mazandaran, i den norra delen av landet, 190 km öster om huvudstaden Teheran. Alendān ligger 1 045 meter över havet och antalet invånare är 319.
Terrängen runt Alendān är kuperad västerut, men österut är den bergig. Runt Alendān är det ganska tätbefolkat, med 111 invånare per kvadratkilometer. Närmaste större samhälle är Kīāsar, 7,4 km öster om Alendān. Trakten runt Alendān består i huvudsak av gräsmarker.